# Apatophyllum olsenii
Apatophyllum olsenii är en benvedsväxtart som beskrevs av Mcgill. Apatophyllum olsenii ingår i släktet Apatophyllum och familjen Celastraceae. Inga underarter finns listade.